# Extensión territorial de Mónaco
La recuperación de tierras se lleva a cabo en Mónaco mediante una política de construir territorios en superficies del Mar Mediterráneo, ya que el país es comparativamente pequeño, 2,02 kilómetros cuadrados (0,8 mi²). Para resolver este problema y continuar con el desarrollo económico, durante años el país ha aumentado su superficie terrestre total recuperando tierras del mar .

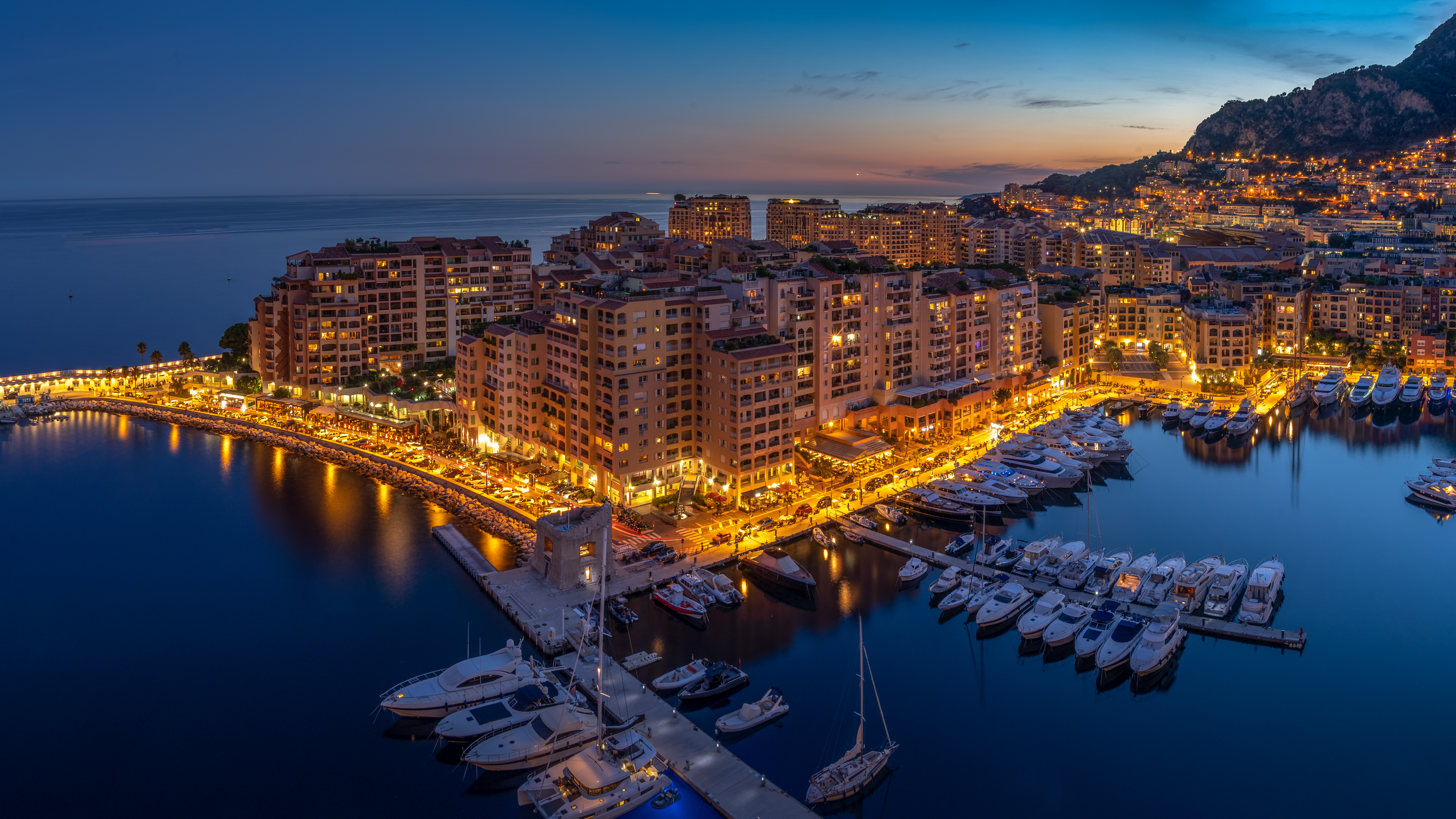
Fontvieille, Monaco

## Geografía
Todo el distrito de Fontvieille se construyó en un terreno ganado al mar en la parte occidental de Mónaco en la década de 1970. Es el más nuevo de los cuatro quartiers (distritos) tradicionales del principado de Mónaco y uno de los diez distritos con fines administrativos modernos.
También se ha añadido tierra a las áreas de La Condamine y Larvotto/Bas Moulins.

## Historia

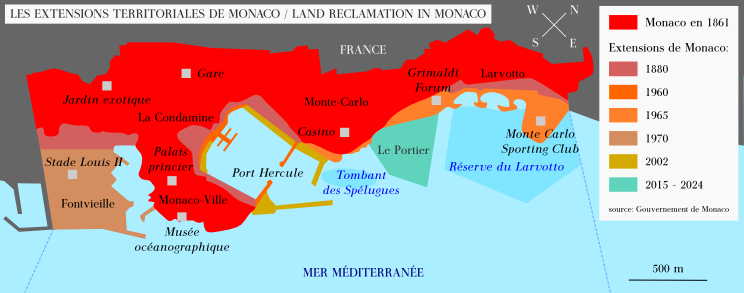
Extensión territorial de Mónaco desde 1861 hasta el presente

El padre del Príncipe Alberto II, Rainiero III, era conocido como el "Príncipe Constructor". En un intento de desarrollar aún más la economía de Mónaco, primero apoyó la idea de recuperación de tierras. Como era imposible extenderse a Francia, la única solución era recuperar la tierra del mar. Primero, se creó el distrito de la playa de Larvotto a principios de la década de 1960, luego el área industrial de Fontvieille, aumentando la superficie del principado en aproximadamente un 20 por ciento. Más recientemente, el Puerto Hércules se ha ampliado para recibir cruceros más grandes por un lado y para proporcionar terrenos para un nuevo Club náutico por el otro.

## Proyectos

### Le Portier

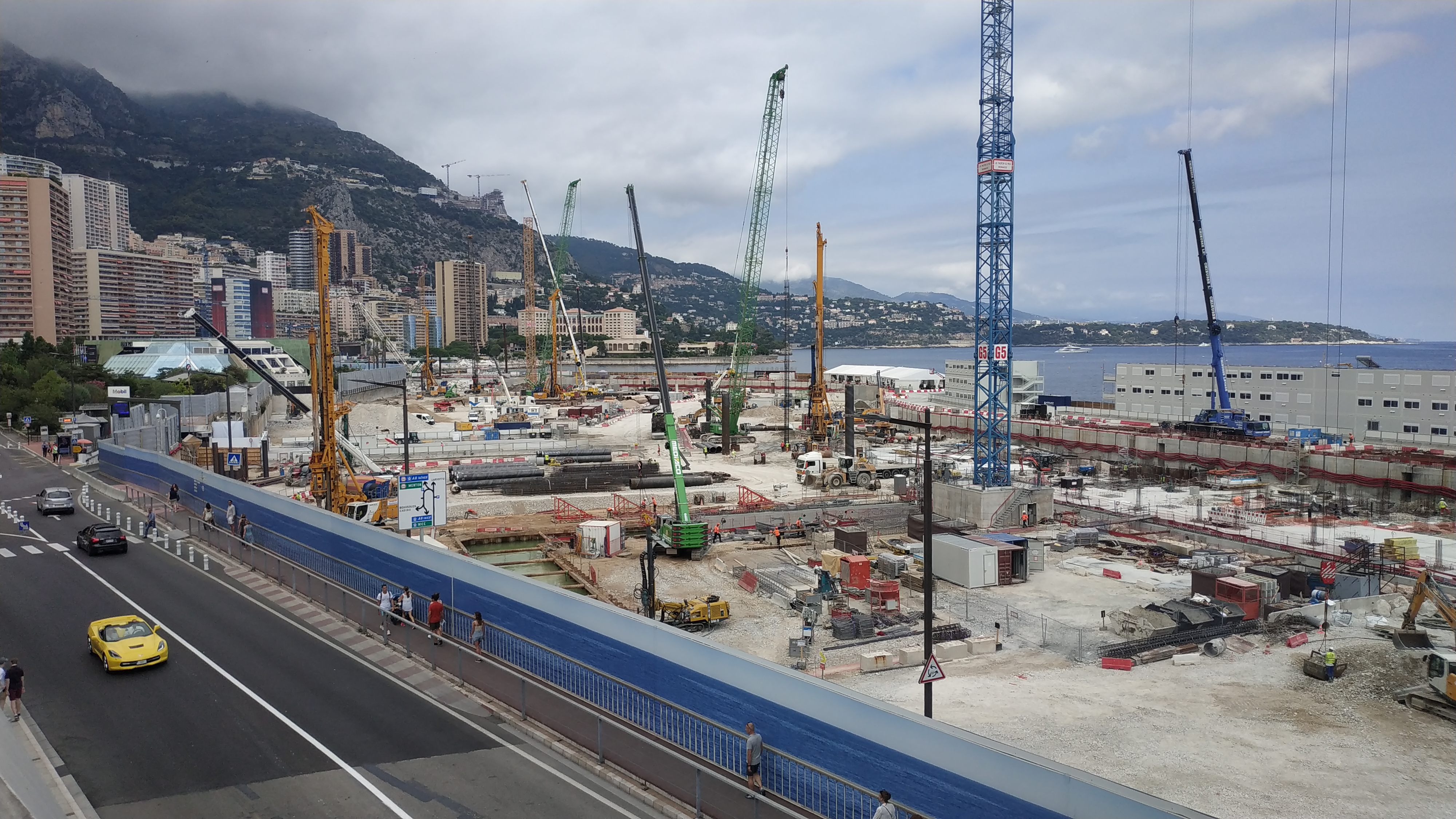
Le Portier, Monaco en julio de 2020 aún en construcción

Le Portier, también conocido como Portier Cove, es el principal proyecto de recuperación de tierras en Mónaco a partir de 2020. La recuperación en sí se completó, pero la tierra aún no se ha desarrollado y se planea completarla por completo en 2025.

### Otros
El príncipe Alberto II actualmente tiene la intención de construir en el Mediterráneo para crear una nueva área de unas 5 hectáreas (12,5 acres) de tamaño. El nuevo distrito se extenderá desde el distrito de Fontvieille al pie occidental de la Roca de Mónaco, donde se encuentran el palacio y el centro histórico de Mónaco. El proyecto tendrá un coste estimado de 11.000 millones de euros. Se suspendió en 2009 debido a la crisis financiera mundial y las preocupaciones del Príncipe con respecto al medio ambiente marino, pero el proyecto se reanudó en 2010 y se planeó completarlo en 2014. Sin embargo, como de 2021, aún no se ha terminado.

## Problemas
La costa de Mónaco en el Mediterráneo ya es un entorno frágil y vulnerable. Cualquier otro proyecto de recuperación de tierras amenaza con perturbar o dañar el ecosistema costero. Los líderes de Mónaco se han acercado a la perspectiva de una mayor recuperación de tierras con cautela y han declarado que los nuevos proyectos tendrían que cumplir con estrictos estándares ambientales para limitar el daño a la flora y la vida silvestre. Debido a las preocupaciones de que la recuperación de tierras podría dañar los ecosistemas marinos locales, el Príncipe Alberto II ha insistido en que toda la expansión se coloque sobre pilotes, como una plataforma petrolera, para perturbar el fondo del mar lo menos posible.